# 小山智也
小山 智也（こやま ともや、1998年7月18日 - ）は、大阪府松原市出身のプロロードレース選手。

## 来歴
中学時代は陸上競技の投擲種目に取り組んでおり、体重は108kgあった。 高校2年生の時に減量のためにクロスバイクに乗り始め、半年で35kgの減量に成功したことをきっかけにロードバイクを購入し、競技としての自転車を始める。
高校3年生の2016年から本格的にレース活動を開始。 翌2017年にはフランスでのアマチュアレースを3ヶ月間転戦し、帰国後は実業団チームのイナーメ信濃山形で活動した。
2018年、Jプロツアー開幕戦の沖縄ロードレースで新人賞ジャージであるピュアホワイトジャージを着用した。
2019年に国内のUCIコンチネンタルチーム、インタープロサイクリングアカデミーに加入しプロキャリアをスタートさせ、ツアー・オブ・ジャパンなどに初出場した。
2020年はアメリカ籍のヒンカピー・リオモ p/b BMC、2021年はTeamUKYOに所属し、主に国内レースを走った。
2022年からは本格的にヨーロッパへ拠点を移し、スペインを拠点とするジャバ・キウィ・アトランティコに加入。 2023年はニュージーランド籍のグローバル6サイクリングに所属し、UCIヨーロッパツアーのレースで自身初のトップ10入りを果たしたほか、ツアー・オブ・ブリテンにも出場した。
2024年シーズンは、当初オーストリアのチーム・フォアアールベルクに所属したが、より多くの出場機会を求めて6月にルーマニアのビーニモンゾン・サビーニデュエに移籍した。
2025年シーズンからは、スペインのUCIプロチームであるブルゴス・BHに加入した。

## 主な成績
2018年
- 西日本チャレンジU23 優勝
- Jプロツアー 新人賞ジャージ着用

2019年
- U23全日本選手権タイムトライアル 11位

2021年
- JCL しおやクリテリウム 3位

2023年
- ツアー・オブ・イスタンブール 第4ステージ 10位

2024年
- ツアー・オブ・シェクラント 第2ステージ 15位